# Voivodia de Brześć Litewski
A voivodia de Brześć Litewski (polonês: Województwo brzesko-litewskie, lituano: Lietuvos Brastos vaivadija, bielorrusso: Берасьцейскае ваяводзтва) foi uma unidade de divisão administrativa e governo local no Grão-Ducado da Lituânia (República das Duas Nações) desde o século XV até as partições da Polônia em 1795.
Sede do governo da voivodia (wojewoda):
- Brześć Litewski

Voivodas:
- Aleksander Ludwik Radziwiłł (1631-1635)
- Mikołaj Krzysztof Sapieha (novembro de 1638 - setembro de 1642)

Divisão administrativa:
- Condado de Brześć Litewski (powiat brzeski)  Brześć Litewski
- Condado de Pińsk (powiat piński)  Pińsk

Principais cidades:
- Brześć Litewski
- Pińsk
- Turaŭ
- Biała Radziwiłłowska
- Kodeń
- Wołczyn
- Kamieniec Litewski
- Kobryń
- Włodawa